# .ac
.ac is het internetlandcode voor het topleveldomein van Ascension. Het wordt onderhouden door NIC.AC, een dochtermaatschappij van Internet Computer Bureau van het Verenigd Koninkrijk. Registratie van dit domein is open voor iedereen.
.ac als subdomein wordt ook gebruikt voor academische doeleinden in verschillende landen.
Registraties voor geïnternationaliseerde domeinnamen zijn toegestaan mits ze voldoen aan enkele regels. Zie laatste link Externe links.